# Ronald Dworkin
Ronald Myles Dworkin (ur. 11 grudnia 1931 w Worcester, zm. 14 lutego 2013 w Londynie) – amerykański filozof prawa i filozof polityki, krytyk pozytywizmu prawniczego, w szczególności w wersji zaproponowanej przez Herberta Harta. Jego integralna teoria prawa jest jedną z dominujących teorii w krajach anglosaskich.

## Życiorys
Studiował prawo na Uniwersytecie Harvarda i w Magdalen College w Oksfordzie, gdzie był uczniem Ruperta Crossa i stypendystą Rhodesa. Po studiach był asystentem sędziego Learneda Handa. Sędzia Learned Hand stwierdził później, że Ronald Dworkin był najlepszym asystentem, jakiego kiedykolwiek zatrudnił, natomiast Dworkin uważa Handa za swojego życiowego mentora. Następnie Dworkin zatrudnił się w nowojorskiej firmie prawniczej Sullivan & Cromwell, by potem zostać profesorem prawa Uniwersytetu Yale. Dworkin uczęszczał do Harvard Law School, którą ukończył w 1957 roku z tytułem magistra prawa, magna cum laude.
W 1969 roku zostaje mu powierzona katedra jurysprudencji w Oxfordzie, gdzie był następcą Herberta L.A. Harta. Po przejściu na emeryturę był (do 2008) profesorem jurysprudencji University College London. Był również profesorem prawa New York University School of Law i profesorem filozofii Uniwersytetu Nowojorskiego. 
Od kilkudziesięciu lat regularnie pisał do The New York Review of Books.
Dworkin został wybrany do Amerykańskiego Towarzystwa Filozoficznego w 2008 roku. W czerwcu 2011 dołączył do profesora New College of the Humanities, prywatnej uczelni w Londynie.

## Poglądy
Dworkin, próbując dowieść, że pozytywistyczna koncepcja prawa wprost jest nie do przyjęcia, stawia trzy tezy:
- prawo nie składa się wyłącznie z reguł (norm)
- sędzia w procesie rozstrzygania może powoływać się nie tylko na reguły
- nie istnieje ścisły rozdział prawa i moralności.

Zdaniem Dworkina koncepcja prawa jako zbioru reguł jest nieadekwatna dla trudnych przypadków. W przypadku prostym sędziemu dla dokonania rozstrzygnięcia wystarczy odnaleźć odpowiednią regułę; natomiast dla rozstrzygnięcia trudnego przypadku same reguły nie wystarczą – konieczne staje się wtedy odwołanie do standardów.

### Standardy i reguły (zasady i normy prawne)
Standardy i reguły (czy, jak przyjęło się w polskiej nauce prawa, zasady i normy prawne) różnią się sposobem funkcjonowania. Reguły (normy) działają na zasadzie „wszystko albo nic”, to znaczy są albo nie są spełnione. Standardy (zasady) natomiast mogą być spełnione w większym lub mniejszym stopniu. Inaczej niż w przypadku reguł, w razie kolizji standardów nie dochodzi do uchylenia jednego z nich, ale do przyznania w konkretnym przypadku pierwszeństwa jednemu standardowi przed drugim, przy czym oba nadal obowiązują.
Normy mają ściśle wyznaczony zakres zastosowania – zasady nie. Ponadto zastosowanie normy ma charakter automatyczny w przypadku zaistnienia danego stanu faktycznego, a zastosowanie zasady ma charakter ocenny – zależny od oceny danej sytuacji przez podmiot stosujący prawo.

### Rodzaje standardów
Zatem, według Dworkina na pojęcie prawa składają się dwa komponenty: reguły i standardy. Standardy z kolei dzielą się na dwa rodzaje: principles i policies. Principles to zasady prawne, które mają być przestrzegane dlatego, że stanowią wymóg wynikający z jakiegoś wymiaru moralności (np. sprawiedliwości czy uczciwości). Policies to standardy wytyczające pewne ogólne cele natury społecznej, politycznej, ekonomicznej. Oba rodzaje standardów nakazują spełnienie jakiegoś stanu rzeczy w możliwie najwyższym stopniu, przy czym granicę wyznaczają tu możliwości prawne i faktyczne.

### Wolność sędziego
Dworkin nie zgadzał się z Hartem, gdy ten twierdził, że sędzia jest wolny w dokonywaniu rozstrzygnięcia. Zdaniem Dworkina w przypadku prostym możliwe byłoby kilka równie dobrze uzasadnionych rozstrzygnięć, ale tylko wtedy, gdyby nie obowiązywały standardy; one zatem takiej sytuacji zapobiegają. Sędzia nie jest więc wolny; musi on, w oparciu o reguły i standardy, odnaleźć słuszne rozstrzygnięcie, które jest tylko jedno dla każdego przypadku, zarówno prostego jak i trudnego.

## Książki
- Sovereign Virtue: The Theory and Practice of Equality (2000)
- Freedom's Law: The Moral Reading of the American Constitution (1996)
- Life's Dominion: An Argument About Abortion, Euthanasia, and Individual Freedom (1993)
- A Bill of Rights for Britain (1990)
- The Philosophy of Law (1990)
- A Matter of Principle (1985)
- Law's Empire (1977)
- Taking Rights Seriously (1977)